# Михайловские ворота (Братислава)

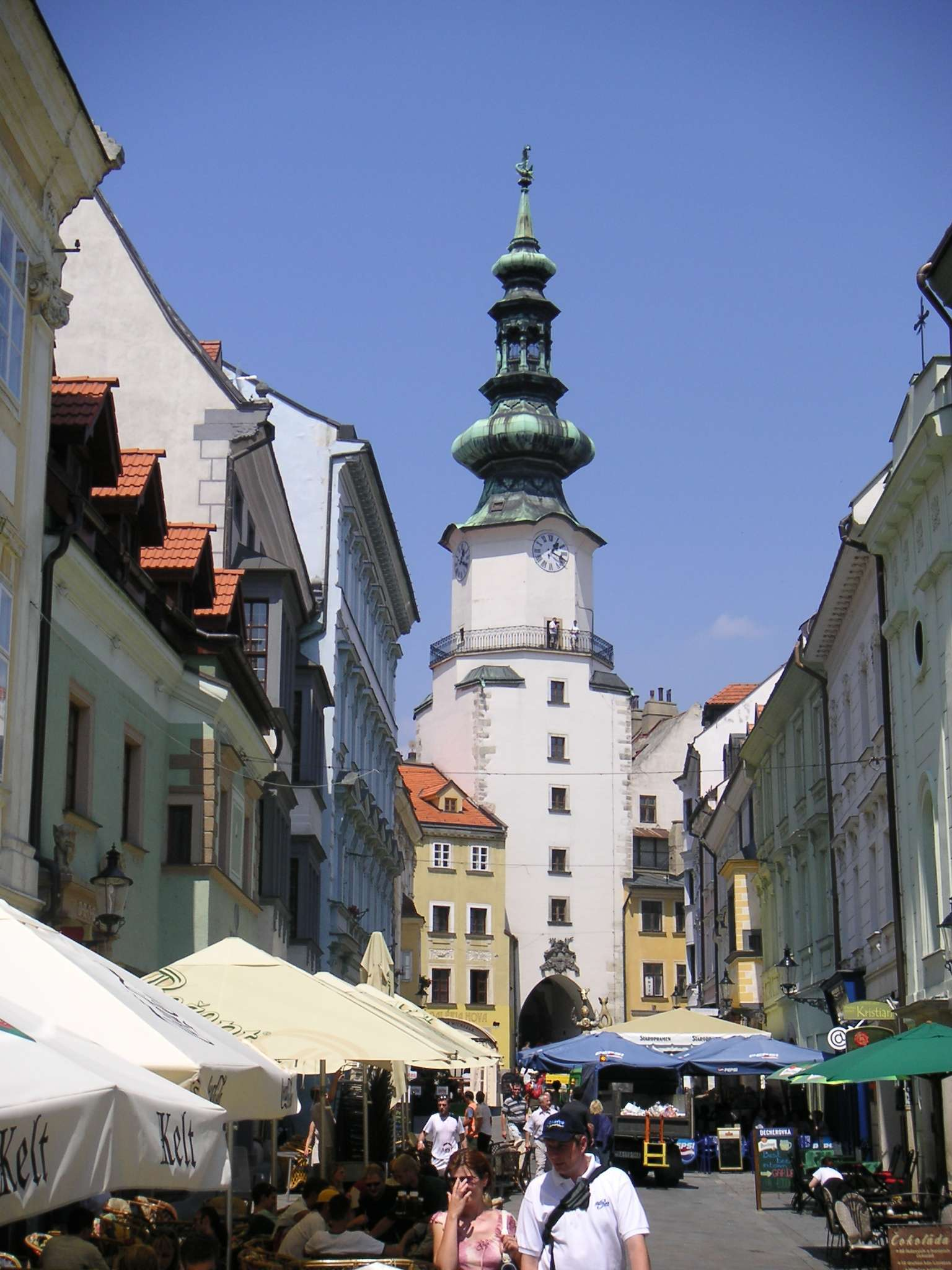
Современный вид

Михайловские ворота (словац. Michalská brána) — единственные ворота, сохранившиеся со Средневековья в Братиславе и являющиеся одним из старейших зданий города. Они построены примерно в 1300 году и представляют собою башню с воротами в основании. Ворота подверглись реконструкции в стиле барокко в 1758 году, когда на вершине появилась статуя святого Михаила и дракон. Первое письменное упоминание в 1411 году. Ворота имели подъёмный мост и ров. Вход был закрыт опускающейся решёткой и деревянной дверью. Башня была разрушена в 1529—1534, затем в 1753—1758 перестроена в современный вид. Высота башни составляет 51 м.
В башне расположена экспозиция оружия Городского музея Братиславы, где посетители могут ознакомиться с историей укреплений города, их реконструкцией и окончательное уничтожение в XVIII веке, когда крепостные стены стали мешать росту города. На шестом этаже башни есть балкон, откуда открывается великолепный вид на Старый город, замок, и близлежащие районы.